# Huntley (Gloucestershire)
Pour les articles homonymes, voir Huntley.
Huntley est un village du Gloucestershire, en Angleterre.